# يان بيكلز
يان بيكلز (بالإنجليزية: Ian Beckles)‏ هو لاعب كرة قدم أمريكية أمريكي، ولد في 20 يوليو 1967 في مونتريال في كندا.

## وصلات خارجية
- يان بيكلز على موقع مرجع كرة القدم المحترفة.كوم (الإنجليزية)